# Melrose Park, Illinois
Melrose Park là một làng thuộc quận Cook, tiểu bang Illinois, Hoa Kỳ. Năm 2010, dân số của làng này là 25411 người.

## Dân số
Dân số qua các năm:
- Năm 2000: 23171 người.
- Năm 2010: 25411 người.